# Berettyán Sándor
Berettyán Sándor (Debrecen, 1991. június 28. –) Jászai Mari-díjas magyar színművész.

## Életpályája
Gyermekkorát Balmazújvárosban töltötte, itt járt általános iskolába. 2011-ben érettségizett a debreceni Ady Endre Gimnáziumban. Előbb a Debreceni Egyetemen tanult mechatronikát, majd Budapesten színpadmester-szcenikus képzésen vett részt. 2017-ben végzett a Kaposvári Egyetem színész szakán. 2017-től a Nemzeti Színház tagja.
Öccse Berettyán Nándor, aki szintén színész. Felesége Vas Judit Gigi színésznő.

## Fontosabb színházi szerepei
- Bánk bán (2023) – Bánk
- Kőszívű, a Baradlay legenda (2022) – Palvicz Ottó
- Sára asszony (2019) – Demeter Mór, lelkipásztor, huszonöt éves férfi
- Az ember tragédiája (2018) – Ádám
- Woyzeck (2018) – Egyik
- Egri csillagok (2018) – Mekcsey István
- Csíksomlyói passió (2017) – Tanítvány
- III. Richárd (2017) – Pap
- Részegek (2016) – Rudolf
- Cyrano de Bergerac (2016)
- Szindbád (2015)
- Psyché (2015)
- Isten ostora (2014) – Iszla
- Fekete ég – Molnár Ferenc: A fehér felhő (2014)
- János vitéz (2014) – János vitéz
- Mesés férfiak szárnyakkal (2013)

## Filmjei
- Attila, Isten ostora (2022)
- Aranybulla (2022)
- Most vagy soha! (2024)

## Díjai és kitüntetései
- Farkas-Ratkó díj (2020)[6]
- Jászai Mari-díj (2025)[7]
- Sinkovits Imre-díj (2025)[8]